# 雷蒙德維爾 (密蘇里州)
雷蒙德維爾（英語：Raymondville）是位於美國密蘇里州德克薩斯縣的村。

## 人口
根據2020年美國人口普查的數據，雷蒙德維爾的面積為7.65平方千米，皆為陸地。當地共有人口345人，而人口密度為每平方千米45人。